# Сестра Керрі
«Сестра Керрі» (англ. Sister Carrie) — перший роман Теодора Драйзера, виданий у 1900 році.

## Історія
До написання роману Драйзер працював у декількох американських журналах, тому спершу подав книгу в журнал «Харпер Мегезін» (англ. «Harper‘s Magazine»). Роман не викликав захоплення редактора журналу, крім того, він зауважив, що друкувати такій твір ризиковано, оскільки письменник занадто відкрито критикує суспільний лад. Схожу оцінку надавали й інші американські критики, називаючи Драйзера «моральним банкрутом». Газеті «Нью-Йорк Таймс» (англ. «The New — York Times») Теодор Драйзер прокоментував несхвальні відгуки щодо свого роману: «Критики не змогли зрозуміти того, що я намагався висловити. Сюжет для книги взятий з реального життя. Метою роману було відображення існуючого побуту, вона написана настільки просто, наскільки це дозволяє мова».
Попри це, 1907 р. Драйзер видає «Сестру Керрі» власним коштом. Роман одразу набуває популярності, витримує кілька перевидань. Книгу починають видавати видавництва, що раніше відмовляли письменнику в друці, зокрема «Харпер енд бразерс» (англ. «Harper and Brothers»).
Відомий американський критик Рендолф Борн 1920 р. писав: „«Сестра Керрі» завжди зберігатиме свою актуальність, захоплюватиме ненав'язливим описом звичайної і в той же час важливої життєвої історії“.

## Сюжет
Америка, 1889 рік. Вісімнадцятирічна Кароліна Мібер (Керрі) залишає рідне місто Колумбію Сіті та їде до Чикаго, де живе її сестра. Дівчина мріє про щасливе життя в великому місті. Сестра Керрі обтяжена родиною, грошей постійно не вистачає. Кароліна починає пошуки роботи й влаштовується на фабрику. Робота не приносить їй задоволення і Кароліна починає думати про повернення додому. Несподівана зустріч із Чарльзом Друе змінює її плани. Чарльз знайомить дівчину з Джорджем Герствудом, управляючим місцевого бару. Згодом між ними зав'язується роман. Невдовзі Керрі дізнається про те, що Джордж одружений і вирішує розірвати стосунки. Проте Герствуд пропонує їй втечу, дівчина погоджується. Перед від'їздом він обкрадає бар, в якому працює.
Герствуд і Кароліна втікають до Монреалю, де відбувається їхнє вінчання під вигаданими прізвищами місіс і містера Уілер. Викрадені гроші швидко закінчуються й Керрі вирішує знайти роботу. Кароліна намагається втілити в життя давню мрію — стати акторкою. Завдяки своєму таланту, вона досягає своєї мрії. Кароліна залишає Герствуда, який невдовзі закінчує життя самогубством. Вона продовжує працювати в театрі під псевдонімом Керрі Мадена, стає популярною та заможною, але нове становище в суспільстві не приносить задоволення. Кароліна відчуває, що життя проходить повз неї.

## Персонажі
- Кароліна (Керрі) Мібер (англ. Caroline 'Carrie' Meeber) — головна героїня роману;
- Мінні Гансон (англ. Minnie Hanson) — старша сестра Керрі, у якої вона проживала деякий час, перед тим, як піти до Друе;
- Свен Гансон (англ. Sven Hanson) — чоловік Мінні;
- Чарльз Друе (англ. Charles H. Drouet) — комівояжер, познайомився з Керрі в потязі на шляху до Чикаго;
- Джордж Герствуд (англ. George W. Hurstwood) — управляючий баром; згодом чоловік Керрі;
- Джулія Герствуд (англ. Julia Hurstwood) — дружина Джорджа;
- Джессіка і Джордж-молодший (англ. Jessica and George, Jr) — діти Джорджа та Джулії Герствудів;
- Містер та місіс Венс (англ. Mr. and Mrs. Vance) — сусіди Керрі та Герствуда в Нью-Йорку;
- Роберт Еймс (англ. Robert Ames) — кузен місіс Венс;
- Лола Осборн (англ. Lola Osborne) — подруга Керрі, з якою вона познайомилась, коли починала працювати в театрі.

## Екранізація
Роман «Сестра Керрі» екранізовано 1952 році. Його режисером був Вільям Вайлер, а головні ролі зіграли Дженіфер Джонс (Керрі), Едді Альберт (Друе), Міріам Хопкінс, Лоуренс Олів'є (Герствуд).

## Переклад українською
- Теодор Драйзер. Сестра Керрі. Роман. З англійської переклала Елеонора Ржевуцька. Київ: Видавництво художньої літератури «Дніпро». 1971.